# (1466) Mündleria
(1466) Mündleria es un asteroide que forma parte del cinturón de asteroides y fue descubierto por Karl Wilhelm Reinmuth desde el observatorio de Heidelberg-Königstuhl, Alemania, el 31 de mayo de 1938.

## Designación y nombre
Mündleria fue designado inicialmente como 1938 KA.
Posteriormente se nombró en honor del astrónomo alemán Max Mündler (1876-1969).

## Características orbitales
Mündleria está situado a una distancia media del Sol de 2,377 ua, pudiendo alejarse hasta 2,749 ua y acercarse hasta 2,005 ua. Tiene una inclinación orbital de 13,15° y una excentricidad de 0,1564. Emplea en completar una órbita alrededor del Sol 1339 días.